# Konvention von Oliva

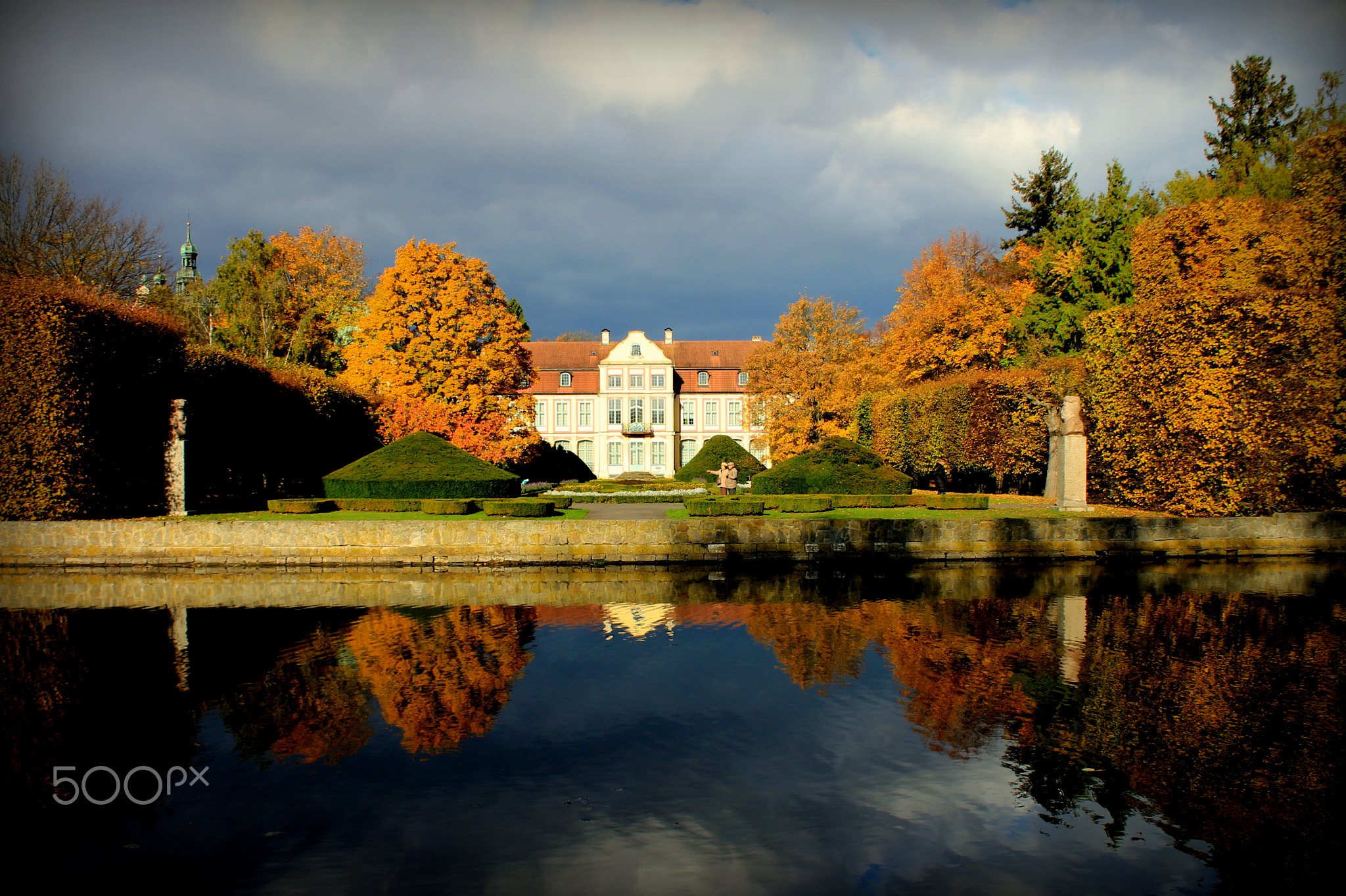
Der Verhandlungsort: Der Äbtepalast von Oliva

Die Konvention von Oliva ist ein Vertragswerk zwischen dem Heiligen Stuhl und dem Großherzogtum Oldenburg und regelt weitgehendst noch heute das Verhältnis des Bischöflich Münsterschen Offizialats zum Land Niedersachsen. Er trat am 5. Januar 1830 in Kraft und ist nach dem Ort der Verhandlung, dem Äbtepalast zu Oliva westlich von Danzig, benannt.

## Vorgeschichte
Nachdem der Wiener Kongress 1815 in Europa neue Landesgrenzen geschaffen hatte, regelte der Papst Pius VII. 1821 mit der Zirkumskriptionsbulle De salute animarum die Neuumschreibung der katholischen Diözesen in Deutschland nach dem Wiener Kongress. Dabei griff die Bulle De salute animarum über Preußen hinaus. Denn das Herzogtum Oldenburg, das Kernland des Großherzogtums Oldenburg, wurde dem Bistum Münster zugeschlagen – und zwar ohne Absprache mit Herzog Peter I. von Oldenburg. Dem Herzog lag daran, dass seine katholischen Untertanen nicht einem Bischof unterstanden, der seinerseits dem preußischen König Loyalität schuldete. Da die Errichtung eines oldenburgischen Landesbistums nicht in Frage kam, war er bestrebt, so viel kirchliche Amtsgewalt wie eben möglich an eine Instanz innerhalb seines Landes delegieren zu lassen. Sein Verhandlungspartner war kirchlicherseits Prinz Joseph von Hohenzollern, der Fürstbischof von Ermland war und auf Schloss Oliva residierte. Joseph von Hohenzollern war vom Papst zum „Exekutor“ der Bulle bestimmt worden, d. h. mit deren Durchführung beauftragt.

## Verhandlung
Nach langen Verhandlungen wurde am 5. Januar 1830 der „Vertrag zur Regulierung der Diözesanangelegenheiten der katholischen Einwohner des Herzogtums Oldenburg“ unterzeichnet, nach dem Verhandlungsort, dem Sitz des Fürstbischofs, meist als „Convention von Oliva“ bezeichnet. Damit wurde ein „Bischöflich Münstersches Offizialat“ geschaffen und dessen Offizial gegenüber dem Bischof von Münster eine weit reichende Autonomie zugesprochen. Zusammen mit dem von ihm verfügten Normativ für die Wahrnehmung des landesherrlichen Hoheits-Rechts (jus circa sacra) über die römischkatholische Kirche im Herzogthume Oldenburg wurde die „Convention von Oliva“ von Großherzog August I. am 5. April 1831 in Kraft gesetzt.

## Bestätigungen
Der Herzog von Oldenburg bestätigte die Konvention durch die Landesherrliche Verordnung, betreffend Regulirung der Diöcesan Angelegenheitender Cathol. Einwohner des Herzogthums Oldenburg u. der Erbherrschaft Jever am 5. April 1831. Die Konvention wurde am 10. Mai 1837 mit dem Staatsvertrag zwischen Oldenburg und Preußen bestätigt. Dennoch gab es im Domkapitel zu Münster eine ablehnende Reaktion auf die Konvention, die sich durch die weitere Korrespondenz noch vertiefte. Nachdem das Oldenburgische Staatsgrundgesetz von 1849 1852 eine revidierte Fassung erfahren hatte, wurde mit dem Land am 18. Dezember 1852 die Fortschreibung der Convention vereinbart. Nachdem die Oldenburgische Verfassung am 17. Juni 1919 und die Weimarer Reichsverfassung am 11. August 1919 in Kraft getreten waren, wurde die Konvention von Oliva am 28. April 1924 erneut bestätigt. Nachdem das Land Oldenburg nach dem Zweiten Weltkrieg seine Eigenstaatlichkeit eingebüßt hatte, wurde die Konvention von Oliva im Niedersachsenkonkordat von 1. Juli 1965 ein drittes Mal bestätigt. Die Landesregierung bestätigte dies in einer Verordnung vom 1. Januar 1967 in der Fassung vom 28. April 1924.

## Auswirkungen
Der Offizial zu Vechta ist nicht schlichtweg Judizialvikar oder Inhaber einer besonderen potestas executiva, sondern ihm ist ordentliche und eigenberechtigte bischöfliche Leitungsvollmacht (potestas ordinaria propria) übertragen. Damit hat er für den Offizialatsbezirk Oldenburg umfängliche Leitungsvollmacht, die der des Diözesanbischofs mit Ausnahme einiger weniger Reservate gleicht; der Bischof von Münster ist somit einzige deutsche Diözesanbischof, der über zwei rechtlich unabhängige Behörden zur Leitung der Diözese verfügt, das Generalvikariat in Münster und dem Bischöflich Münstersche Offizialat in Vechta. Dem Offizialat zu Vechta wird seit 1973 zudem die Weihbischofswürde zuerkannt, was den Amtsträger dort in die Lage versetzt, bischöfliche Weihevollmacht auszuüben und z. B. Personen zu weihen und Firmungen zu spenden. Man kann also zusammenfassend mit Fug und Recht behaupten, dass der Offizialatsbezirk Oldenburg durch die Konvention von Oliva zu einem autonom verwalteten Teil des Bistums Münster wurde: einmalig in seiner kirchenrechtlichen Stellung.